# بيفل مازور
بيفل مازور هو لاعب كرة قدم روسي في مركز الوسط، ولد في 15 أبريل 2002. لعب مع FC Chertanovo Moscow ‏.